# Hołowiński
Hołowiński – polski herb szlachecki odmiana herbu Kostrowiec.

## Opis herbu
W polu błękitnym krzyż ćwiekowy złoty z takimż półksiężycem u podstawy, zaćwieczony na takimż krzesiwie.
Klejnot: Pięć piór strusich.
Labry błękitne, podbite złotem.
Juliusz Karol Ostrowski blazonuje inaczej – zamiast krzesiwa jest pagórek zielony, zaś pole nieznane, określane jako prawdopodobnie czerwone.

## Najwcześniejsze wzmianki
Herb pojawił się po raz pierwszy w Gnieździe cnoty Bartosza Paprockiego. Według Ostrowskiego używany w XVII wieku na Litwie.

## Herbowni
Hołowińscy herbu Kostrowiec Odmienny.